# Bellesteyn
Bellesteyn of Bellestein is een monumentale boerderij en een voormalig kasteel in de Nederlandse plaats Wassenaar, provincie Zuid-Holland.

## Geschiedenis
In 1399 was er al sprake van een hofstede, waarvan Jan van Tetrode de eigenaar was. De eerst bekende kasteeleigenaar is Jacob Bossaert van Belle, griffier van het Hof van Holland: hij had volgens een document uit 1472 het ‘huys met graften ende een cleyn boomgaertken’ in eigendom. Het kasteel zal ook naar hem zijn vernoemd en mogelijk heeft hij het zelfs gebouwd.
Verschillende eigenaren kregen Bellesteyn hierna in bezit, door aankoop of door erfenis. Zo was Willem Gerritszoon de Grebber in 1480 de kasteelheer: hij werd door Maximiliaan van Oostenrijk in zijn rechten met betrekking tot Bellesteyn bevestigd. In 1558 woonde Jacob van der Does op het kasteel. Amilis van den Boeckhorst verkocht het goed in 1655, maar toen was van een kasteel al geen sprake meer.
In 1796 werd Bellesteyn verkocht door eigenaresse Elisabeth Magdalena van der Duyn-Van Lynden tot de Parck. De koper was Johannes Nell.
Otto baron van Wassenaer van Catwijck kocht in 1854 de boerderij aan. De familie Van Wassenaer bleef tot het derde kwart van de 20e eeuw in het bezit van deze boerderij, die al die tijd werd verpacht aan de familie Nell. In 1980 maakte G.J. Hoogkamer van de boerderij een manege.

## Beschrijving
In 1472 was Bellesteyn een omgrachte ridderhofstad met een kleine boomgaard. In 1652 bleek dit huis er niet meer te staan en acht jaar later werden de fundamenten verwijderd. In 1694 stond er een huis en in 1734 sprak een advertentie van een hofstede.
De huidige gepleisterde boerderij Bellesteyn met opkamer heeft een 17e-eeuwse oorsprong. De gevelsteen met het jaartal 1806 verwijst waarschijnlijk naar een grote verbouwing in dat jaar.
Abbenbroek · Abspoel · Adegeest · Slot Alkemade ·  Altena · Arkelsburg · Bellesteyn · Huis ten Berghe · Binckhorst · Binnenhof · Blijdestein · Te Blotinghe · Boekenburg · Boekhorst · Boshuysen · Bulgersteyn · Burcht (Leiden) · Burcht (Voorne) · Slot Capelle · Coebel · Cranenburg · Crayestein · Cronesteyn · Crooswijk · Develstein · 't Huys Dever · Dirks Steenhuis · Ter Does · Duivenstein · Duivenvoorde · Endegeest · Endepoel · Foreest · Giessenburg · Gravensteen · Groot Haesebroek · 's Heeraartsberg · Hof van Wateringen · Holy · Slot Honingen · Kasteel van de Heren van Arkel · Kasteel van Gouda · Keenenburg · Kasteel Keukenhof · Klein Poelgeest · Huis te Langerak · Langestein · Huis te Liesveld · Ter Lips · De Loo · Madeburcht · Marenburch · Meerburg · Huis te Merwede · Huis ter Mey · Kasteel van der Meye · Niemandsvriend · Noordeloos · Oud-Berendrecht · Oud-Poelgeest · Oud Teylingen · Paddenpoel · Persijn · Groot Poelgeest · Hof van Putten · Puttensteyn · Landgoed De Raephorst · Kasteel Ravesteyn · Kasteel van Rhoon · Rijnegom · Rijnenburg · Huis te Riviere · Rodenburg · Hofstad Rodenrijs · Rodenrijs · Rosenburgh · Huis Roucoop · Santhorst · Schelluinderberg · Schonenburg · Kasteel van Schoonhoven · Souburgh · Spangen · Starrenburg · Huis ter Specke · Steenvoorde · Stenevelt · Slot Teylingen · Den Toll · Torenvliet · Slot Valckesteyn · Huis ter Waard · Warmont · Ter Weer · Hof van Wena · Kasteel Westerbeek · Huis te Woude · Kasteel van IJsselmonde · 't Zand · Huis Zevender · Kasteel aan de Zevender · Zijlhof · Zonneveld · Huis Zuidwijk · Zwieten